# محمد مصطفى (لاعب كرة قدم عراقي)
محمد مصطفى (مواليد 23 مارس 2000)، لاعب كرة قدم عراقي من مواليد البصرة في العراق يجيد اللعب في الدفاع مع نادي الزوراء.

## مسيرة اللاعب
بدأ اللاعب في نادي الميناء في الفئات السنية و لعب بعدها مع نادي مصافي الجنوب و انظم إلى نادي البحري في دوري الدرجة الثانية العراقي و انتقل إلى نادي دبا الحصن في عام 2019 و انتقل إلى نادي الفجيرة في عام 2020 و انتقل إلى نادي النصر في عام 2021 و أعير إلى نادي دبا الفجيرة في عام 2022 و وقع مع نادي الزوراء في عام 2023.